# 栄村 (秋田県平鹿郡)
栄村（えいむら）は秋田県平鹿郡にあった村。現在の横手市中心部に南接する区域にあたる。

## 歴史
- 1889年（明治22年）4月1日 - 町村制の施行により、新藤柳田村、大屋寺内村、大屋新町村、外目村、婦気大堤村、安田村の区域をもって発足。
- 1951年（昭和26年）4月1日 - 横手町に編入。同日栄村廃止。横手町は市制施行して横手市となる。

## 交通

### 鉄道路線
- 日本国有鉄道
  - 奥羽本線
    - 柳田駅

### 道路
- 羽州街道（現・国道13号）

現在は旧村域に秋田自動車道・東北中央自動車道の横手インターチェンジ（横手ジャンクション）が所在するが、当時は未開通。